# Huỳnh Ngọc Hà
Huỳnh Ngọc Hà (sinh tháng 10 năm 1958) là một sĩ quan cấp cao trong Quân đội nhân dân Việt Nam, hàm Trung tướng, nguyên Cục trưởng Cục Tác chiến Bộ Tổng Tham mưu (2014 - 2018).

## Thân thế và sự nghiệp
Ông quê tại Quảng Nam.
Ông từng giữ các chức vụ như: Trưởng phòng Tác chiến của Bộ Tham mưu Quân khu 2; Phó Chỉ huy trưởng Bộ CHQS tỉnh Tuyên Quang, Phó Sư đoàn trưởng Sư đoàn B13, Quân khu 2.
Năm 2008, bổ nhiệm giữ chức Chỉ huy trưởng Bộ CHQS tỉnh Lào Cai, Quân khu 2. thay Đại tá Phạm Lâm Hồng
Năm 2012, bổ nhiệm giữ chức Phó Cục trưởng Cục Tác chiến Bộ Tổng Tham mưu
Năm 2014, bổ nhiệm giữ chức Cục trưởng Cục Tác chiến Bộ Tổng Tham mưu.
Tháng 4 năm 2017, Cục trưởng Cục Tác chiến, Bộ Tổng Tham mưu (Bộ Quốc phòng).
Tháng 11 năm 2018, ông nghỉ hưu

## Lịch sử thụ phong quân hàm
| Năm thụ phong | 2012                                            | 2017                                                 |
| ------------- | ----------------------------------------------- | ---------------------------------------------------- |
| Quân hàm      | Tập tin:Vietnam People's Army Major General.jpg | Tập tin:Vietnam People's Army Lieutenant General.jpg |
| Cấp bậc       | Thiếu tướng                                     | Trung tướng                                          |